# Октябрьский сельсовет (Куйбышевский район)
Октябрьский сельсовет — сельское поселение в Куйбышевском районе Новосибирской области Российской Федерации.
Административный центр — село Нагорное.

## История
Статус и границы сельского поселения установлены Законом Новосибирской области от 2 июня 2004 года № 200-ОЗ «О статусе и границах муниципальных образований Новосибирской области»

## Население
| 2002  | 2010  | 2012  | 2013  | 2014  | 2015  | 2016  |
| ----- | ----- | ----- | ----- | ----- | ----- | ----- |
| 2138  | ↗2204 | ↘2195 | ↗2212 | ↗2241 | ↘2227 | ↘2179 |
| 2017  | 2018  | 2019  | 2020  | 2021  |       |       |
| ↗2186 | ↘2161 | ↗2167 | ↘2144 | ↘2112 |       |       |

## Состав сельского поселения
| № | Населённый пункт | Тип населённого пункта       | Население |
| - | ---------------- | ---------------------------- | --------- |
| 1 | Безымянный       | посёлок                      | →0        |
| 2 | Заречный         | посёлок                      | ↘244      |
| 3 | Малые Кайлы      | посёлок                      | ↘59       |
| 4 | Марково          | деревня                      | ↘21       |
| 5 | Морозовка        | деревня                      | ↘35       |
| 6 | Нагорное         | село, административный центр | ↘1583     |
| 7 | Помельцево       | деревня                      | ↘213      |
| 8 | Сартаково        | деревня                      | ↗49       |